# Isao Suzuki
Hisao Oma "Isao" Suzuki (鈴木 勲, Suzuki Isao, 2 de janeiro de 1933 – 8 de março de 2022) foi um contrabaixista de jazz japonês.

## Biografia
Nascido em Tóquio, no Japão, Suzuki aprendeu a tocar baixo em bases militares dos Estados Unidos, tocando no início de sua carreira com Shotaro Moriyasu, Hidehiko Matsumoto e Sadao Watanabe. Ele liderou seu próprio conjunto musical em Tóquio de 1965 a 1969, também se apresentando com o pianista de jazz americano Hampton Hawes em 1968. Ele morou em Nova Iorque de 1969 a 1971, tocando com os músicos Ron Carter, Paul Desmond, Ella Fitzgerald, Jim Hall, Wynton Kelly, Charles Mingus, Thelonious Monk e Bobby Timmons. Voltando ao Japão, tocou com Kenny Burrell e Mal Waldron, além de tocar com seus próprios conjuntos musicais.
Na década de 1970, começou a expandir seu repertório instrumental, tocando violoncelo e baixo flautim. Suzuki foi cofundador do Japanese Bass Players Club com Hideto Kanai e abriu um clube de jazz em Osaka em 1987.
Em 2008 recebeu o prêmio Fumio Nanri.
Suzuki morreu de COVID-19 em Kawasaki, Kanagawa, em 8 de março de 2022, aos 89 anos, durante a pandemia de COVID-19 no Japão.